# Završje (Grožnjan)
Pour les articles homonymes, voir Završje.
Završje (en italien : Piemonte d'Istria) est une localité de Croatie située en Istrie, dans la municipalité de Grožnjan, dans le comitat d'Istrie. En 2001, la localité comptait 59 habitants.

## Démographie
| 1948 | 1953 | 1961 | 1971 | 1981 | 1991 | 2001 |
| ---- | ---- | ---- | ---- | ---- | ---- | ---- |
| 251  | 148  | 100  | 80   | 73   | 51   | 59   |